# Eleições regionais em Baden-Württemberg de 2011
As eleições regionais em Baden-Württemberg de 2011 foram realizadas a 27 de Março e, serviram para eleger os 138 deputados para o parlamento regional.
A União Democrata-Cristã manteve-se como partido mais votado, mas, obtendo um dos seus piores resultados das últimas décadas, ficando-se pelos 39,0% dos votos e 60 deputados. 
Os parceiros de governos da CDU, o Partido Democrático Liberal tiveram um resultado desastroso, obtendo, apenas, 5,3% dos votos e 7 deputados, e, acima de tudo, a coligação de governo perdeu a maioria parlamentar que detinha desde 1996.
A Aliança 90/Os Verdes foi a grande vencedora das eleições, tornando-se na segunda maior força política regional, conquistando 24,2% dos votos e 36 deputados.
Por outro lado, o Partido Social-Democrata da Alemanha obteve um mau resultado, sofrendo com o crescimento dos Verdes, tornando-se no terceiro partido regional, obtendo 23,1% dos votos e 35 deputados. 
Após as eleições, um governo de coligação entre verdes e social-democratas foi formado, liderado por Winfried Kretschmann, sendo, a primeira vez na história da Alemanha, que um membro da Aliança 90/Os Verdes lidera um governo regional e, também, a primeira vez desde 1953, que os democratas-cristãos ficam na oposição na região.

## Resultados Oficiais
| Partido                 | Partido                     | Votos     | %     | +/-   | Deputados | +/-     |
| ----------------------- | --------------------------- | --------- | ----- | ----- | --------- | ------- |
|                         | União Democrata-Cristã      | 1 943 912 | 39,00 | 5,15  | 60 / 138  | 9       |
|                         | Aliança 90/Os Verdes        | 1 206 182 | 24,21 | 12,52 | 36 / 138  | 19      |
|                         | Partido Social-Democrata    | 1 152 594 | 23,13 | 2,02  | 35 / 138  | 3       |
|                         | Partido Democrático Liberal | 262 784   | 5,27  | 5,38  | 7 / 138   | 8       |
|                         | A Esquerda                  | 139 700   | 2,80  | 0,27  | 0 / 138   | Estável |
|                         | Partido Pirata              | 103 618   | 2,08  | Novo  | 0 / 138   | Novo    |
|                         | Os Republicanos             | 56 723    | 1,14  | 1,39  | 0 / 138   | Estável |
|                         | Outros                      | 118 206   | 2,38  |       | 0 / 138   |         |
| Votos Inválidos         | Votos Inválidos             | 68 222    | 1,37  | 0,08  |           |         |
| Total                   | Total                       | 5 051 941 | 100   |       | 138 / 138 | 1       |
| Eleitorado/Participação | Eleitorado/Participação     | 7 622 873 | 66,27 | 12,89 |           |         |
| Fonte                   | Fonte                       | [ 2 ]     | [ 2 ] | [ 2 ] | [ 2 ]     | [ 2 ]   |